# Gottfried Hattinger
Gottfried Hattinger (* 20. August 1950 in Geboltskirchen) ist ein österreichischer Künstler und Ausstellungskurator.

## Leben
Gottfried Hattinger wuchs in Traun auf. Er absolvierte die Kunstschule Linz und wurde von Horst Stadlmayr als Grafiker ans Brucknerhaus Linz berufen. Von 1987 bis 1991 war er künstlerischer Leiter des Festivals Ars Electronica. Seitdem ist er freischaffend als Kurator und Buchdesigner tätig. Er leitete u. a. das Theaterfestival Spielart. und von 2011 bis 2017 das Festival der Regionen.
Hattinger ist mit der Pianistin Suyang Kim verheiratet und lebt in Ottensheim.

## Werke
- Über die Sinne. Geschichten aus der Wahrnehmungswelt. Bibliothek der Provinz, ISBN 978-3-85252-731-4.
- Objekt – Video. Bibliothek der Provinz, ISBN 978-3-85252-135-0.
- Space Inventions. Der künstliche Raum. Schlebrügge Edition, 2010, ISBN 978-3-85160184-8.